# テーオドラ・フォン・ヘッセン＝ダルムシュタット

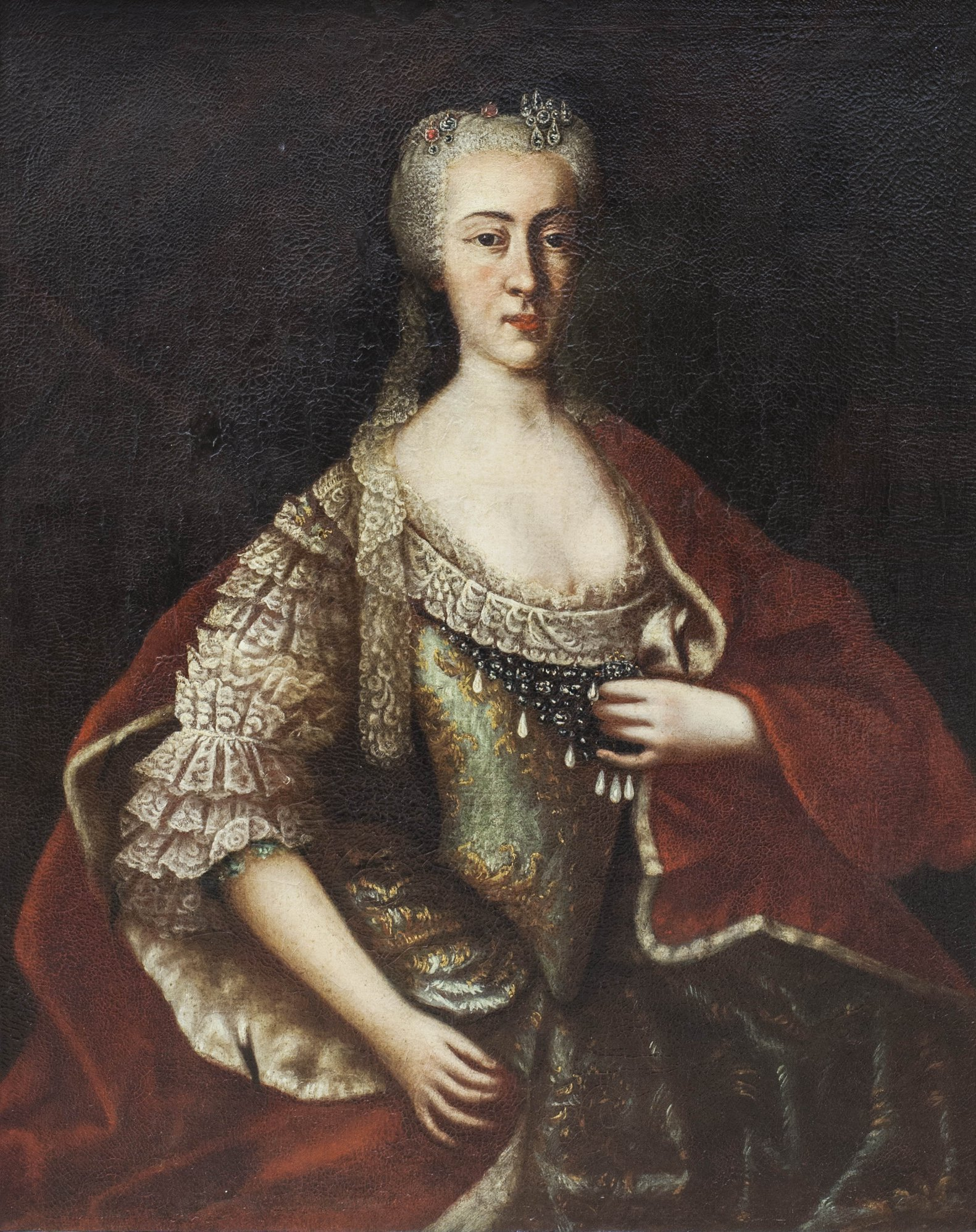
公爵夫人テーオドラ、グアスタッラ公爵宮殿蔵

マリア・テーオドラ・フォン・ヘッセン＝ダルムシュタット（Maria Theodora von Hessen-Darmstadt, 1706年2月6日 ウィーン - 1784年1月23日 パルマ）は、イタリアのグアスタッラ公アントーニオ・フェランテ・ゴンザーガの妻。
フィリップ・フォン・ヘッセン＝ダルムシュタット公子とクロイ＝アーヴレ公フェルディナン＝フランソワ＝ジョゼフの娘であるマリー＝テレーズ・ド・クロイ（1673年 - 1714年）の間の第3子・長女。1726年12月4日にグアスタッラ公アントーニオと婚約、翌1727年7月29日ダルムシュタットで結婚。アントーニオの姉でフランチェスコ・マリーア・デ・メディチの未亡人だったエレオノーラ・ルイーザ・ゴンザーガが、寡夫であった父フィリップ公子と10年以上婚約関係（結婚はしなかった）にあったことが縁だった。夫とは結婚して2年後の1729年に間に子のないまま死別、グアスタッラ公爵位は夫の弟ジュゼッペ・マリーア・ゴンザーガが継承した。
23歳で寡婦となったテーオドラは、ルールモント郊外の帝国女子修道院トルン修道院の律修修女の肩書を得た。また、ハプスブルク家の高位家臣の令嬢として星十字勲章を拝受した。
兄のアウクスブルク司教ヨーゼフの宮廷が置かれていたアウクスブルク司教宮殿で後半生を過ごした。死後、グアスタッラの聖ピエトロ・パオロ教会に葬られた。

## 引用・脚注
1. ↑  Jährliches genealogisches Handbuch 1738, Stammtafel von Hessen-Darmstadtgoogle books
2. ↑  Die Durchläuchtige Welt, Oder: Kurtzgefaßte Genealogische, Historische und Politische Beschreibung google books
3. ↑  Die Selbstzeugnisse (1782 und 1793), Sämtliche Schriften. Band 1 google books